# Вогнесміх
«Вогнесміх» — філософський науково-фантастичний роман з елементами фентезі українського радянського письменника Олеся Бердника. Роман написаний письменником в ув'язненні, та повністю опублікований уже після реабілітації Бердника в 1988 році. Сам письменник назвав цей твір «зібранням дивних ідей». У першому виданні жанром роману зазначено «роман-феєрія». Уривок із роману під назвою «Апостол Безсмертя» надрукований уперше ще в 1975 році в збірці автора «Золоті ворота», надрукованій у американському україномовному видавництві «Смолоскип». Інший уривок з роману під назвою «Космоандр» опублікований уже після звільнення письменника з ув'язнення в 1987 році в журналі «Знання та праця». Повністю роман уперше надрукований у 1988 році у видавництві «Радянський письменник». У романі письменник порушує теми смислу життя, таємниці пізнання законів природи, а також пропонує нові напрямки розвитку людської цивілізації та самої людини, а саме розвиток людини у повній гармонії з природою, та пізніше перетворення людини на істоту, яка може засвоювати енергію безпосередньо від Сонця, названа в романі «Фітогомо», тобто людина-квітка. Фантастичні події в романі переплетені з реальними подіями кінця ХХ століття, окрім того в романі тісно переплетені не тільки реальні та фантастичні події, сюжет роману також тісно пов'язаний із давньоіндійською, давньослов'янською та давньогрецькою міфологією, які зазнали трансформації з метою створення нової фантастичної картини світового ладу.

## Сюжет роману
У центрі роману знаходиться історія великої української сім'ї Гуків, які живуть у селі під Києвом. Розпочинається сам роман із історії наймолодшого сина Гуків, Григорія (Грицька). Він навчався на факультеті журналістики Київського університету, проте на останньому курсі вирішує покинути навчання в університеті, перейти на заочне навчання в політехнічний інститут, та одночасно працювати водієм таксі. Спочатку він розчарувався у новій роботі, проте поступово звик до роботи. За рік Грицеві дали відпустку влітку, і він вирішив за час відпустки самостійно пройти через Кавказькі гори. Під час переходу хлопець випадково зустрічається із дивним чоловіком, який спочатку здався йому юнаком 17—18 років. Чоловік майже не носив одягу, крім коротких шортів, а також не мав на ногах взуття. Гриць зацікавився дивним чоловіком, який випадково також звався Григорієм, та був родом із Києва. Чоловік також повідомив Грицеві, що він навчився засвоювати енергію безпосередньо від Сонця, не потребуючи ні рослинної, ні тваринної їжі. Хлопець спочатку не повірив Григорію, і той вирішив розповісти йому історію свого життя. Зі слів Григорія, за освітою він є кібернетиком, і деякий час він працював у науково-дослідному інституті. Проте під час роботи він почав відчувати розчарування як роботою, пов'язаною виключно з технікою та електронно-обчислювальними машинами. Та ось одного разу, катаючись на ковзанах разом із нареченою, він провалився під лід, після чого тривалий час лікувався, проте унаслідок цього нещасного випадку у Григорія паралізувало обидві ноги. Григорія покинула наречена, і він у зв'язку з інвалідністю втратив роботу. Тривалий час він лише лежав, поки одного разу в одному науково-популярному часописі не прочитав статтю про лікування голодом. Після цього Григорій вирішив спробувати лікуватися голодом, і зі здивуванням відзначив, що його стан унаслідок цього лікування значно покращився, і за два тижні він уже міг самостійно ходити. За короткий час Григорій зумів відновитись на роботі, проте взяв собі тримісячну відпустку, й поїхав відпочивати в Карпати. Там він продовжив експерименти з утримуванням від їжі, та поступово навчився засвоювати енергію безпосередньо від Сонця. Для цього Григорію довелось навчитися вступати у безпосередній інформаційний контакт із рослинами та із Землею. Далі чоловік повідомив Грицеві, що для досягнення цієї мети — засвоєння енергії безпосередньо від Сонця — людина повинна пробудити в собі Радісну Істоту, для чого люди повинні більше веселитися і сміятися. Після цього Григорій повідомив Гриця, що його чекають, і щез.
Зустріч із Григорієм справила велике враження на Гриця, й після цього він тривалий час сидів у бібліотеках, вивчаючи проблему оптимізму, радості, сміху та гумору. Пошуки вирішення цих питань привели його до редакції гумористично-сатиричного журналу «Хрін», де він став позаштатним кореспондентом, одночасно продовжуючи працювати таксистом. Одного разу в нічних видіннях він знову зустрівся з Григорієм, який повідомив хлопцеві, що він знаходиться на правильному шляху до формування Радісної Людини. Уранці до нього подзвонив головний редактор журналу, та повідомив, що увечері відбудеться нарада всіх працівників журналу для вироблення подальшої стратегії роботи. Після дзвінка головного редактора він виходить на зміну. під час якої знайомиться із молодою жінкою на ім'я Віолета, яка ненароком показала Грицеві портрет своєї подруги на ім'я Інна, та запросила шофера таксі до себе додому, щоб той познайомився з Інною. Після зміни Гриць їде на нараду до редакції журналу, на якій головний редактор наголошує на необхідності докорінної зміни редакційної політики журналу, та навіть можливе його перейменування, а також необхідність більш глибокого вивчення народного гумору, з якою метою створити графік виїзду працівників журналу в українську глибинку для вивчення народної гумористичної творчості. Пізніше головред особисто запрошує Гриця для спільної поїздки в одне із сіл. Після наради Гриць вирішує трохи перепочити, і під'їхавши до Золотих воріт, він виходить із автомобіля, та вирішує посидіти біля старовинної пам'ятки. Там він знайомиться з міліціонером Савою Коренем, сиротою, який оберігав громадський порядок на прилеглій території. Сава відразу сподобався Грицеві, який запропонував йому стати своїм названим братом, та запропонував приїхати до своїх батьків та сестри додому. Наступного дня він по запрошенню Віолети приїжджає на її квартиру, щоб познайомитися з Інною. там він застає досить різношерсту компанію молодих чоловіків та жінок та знайомиться з Інною, яка йому дуже сподобалась. Уночі, після цього як компанія вирішує розійтись, Гриця попросили підвезти двох хлопців та Інну додому. Інна виходить з машини дещо раніше, після чого тривалий час щось говорить хлопцям. За деякий час після виходу Інни з машини хлопці нападають зі зброєю на Гриця, проте йому дивом вдається врятуватися, хоча він і отримує серйозні поранення. Після цього Гриць тривалий час лікується, а пізніше від слідчого міліції дізнається, що ледь не став жертвою злочинного угрупування, на совісті якого пограбування і вбивства кількох київських таксистів. Також слідчий повідомив його, що Інна намагалась запобігти нападу зловмисників на Гриця, тому найімовірніше їй призначать лише умовне покарання. Також у лікарні його відвідують брат Борис, який працює в кібернетичному центрі, сестра Христина, яка живе разом із батьками хлопця, та Сава, який повідомляє побратима, що хоче відвідати його рідні краї.
Далі в романі описується життя батька Гриця, Василя Гука. Він давно на пенсії, проте ще працює єгерем у заповіднику «Надія» під Києвом. Під час обходу лісу він стикається із групою браконьєрів, які вбивають майже ручне лосеня. Єгер затримує браконьєрів, проте оскільки серед них є дуже впливові особи, його начальники відпускають браконьєрів. а пізніше начальнику Василя Гука приходить вказівка звільнити його з посади у зв'язку із тим, що він давно вже є пенсіонером. Заміною йому має стати Сава, який перед цим розчарувався в полюванні та звільнився з міліції, після чого вирішив стати єгерем, щоб захищати природу від хижацького використання. він прибуває до заповідника, де знайомиться з батьками Гриця та його сестрою Христиною, яку за кілька років до цього обдурив якийсь військовий льотчик, який швидко її покинув, а дитина, яка народилась від нього, за кілька років померла. Христина, яка за освітою є біологом, дуже сподобалась Саві, вона рятує Саву під час невдалого полювання, а він рятує її від ґвалтівників-браконьєрів. Сава також зумів знайти спільну мову із старшими Гуками. Василь Гук, розуміючи, що питання про його звільнення зроблено під великим тиском високопосадовців, погоджується передати справи Саві. Проте в цей час інший його син Юрій, космобіолог, летить у космос у складі радянської космічної експедиції, в районному центрі організовується мітинг із нагоди польоту земляка в космос, на який запрошуються батьки нового космонавта, так що після цього польоту звільнення старшого Гука з роботи відкладається, хоча він і сам уже не проти піти на пенсію та займатися лише громадською роботою. Тим часом із Києва в село приїжджає Гриць, який уже відновився після поранень та радіє з того, що Сава та Христина подобаються один одному.
Тим часом у космосі Юрій Гук проводить дослідження, які мають довести, що наша Сонячна система колись була системою з двома зірками, друга з яких значно перевищувала Сонце за розмірами. Під час цих досліджень виявляється, що друга зірка в нашій системі дійсно існує, проте вона перетворилась на чорну діру, в яку поступово сповзає Сонячна система, що в майбутньому може спричинити загибель Землі та людської цивілізації. На Землі його брат Іван, Герой Радянського Союзу за участь у німецько-радянській війні та місцевий голова колгоспу, виступаючи перед школярами сільської школи, наголошує, що досягти своїх висот людина може лише тоді, коли пам'ятає про те, що основним джерелом, з якого йде сила та могутність людини, є рідна земля, і щоб досягти космічних вершин, людям у першу чергу треба примножувати багатства свого рідного краю. Інший з братів Гуків, Борис, разом із папуаським вченим Боголо в Києві проводить роботу із створення нової математичної системи — математики цілості, щоб за її допомогою запустити Резонанс Еволюції (скорочено — Резев) — пристрій, за допомогою якого людство може зазирнути в майбутнє приблизно на 100 років.
Гриць із головним редактором журналу «Хрін» тим часом приїжджають у село Сміяни, яке спеціально вибрав редактор для відвідин, оскільки на його думку в селі з такою назвою мають жити дуже веселі люди. Його сподівання повністю виправдовуються, з перших хвилин працівники журналу зустрічаються з цілою низкою веселих людей. Жителі села рекомендують познайомитись їм з місцевим дідом Дивилом, якому вже 96 років, але він досі вміє видати цікавий жарт і грає на бандурі, а до нього часто приїздить внучка Русалія, батько якої є індійцем. Відвідувачі знайомляться з дідом, який відразу робить їм невелику містифікацію щодо себе. Гриць відразу ж зацікавився Русалією. особливо після того, як дізнався, що вона проводить більшість часу, вивчаючи навколишню природу та навчаючись розмовляти з рослинним світом. Гриць знайомиться з Русалією, вони розповідають один одному історію свого життя. Далі Русалія з Грицем розпалюють багаття, після цього Русалія попросила його допомогти зробити вогняне коло, входить до нього, після чого зникає, тільки її голос говорить здалека Грицеві «зустрінемося в огні». Гриць робить спробу розшукати Русалію, повертається в хату до її діда, проте той говорить хлопцеві, що Русалія виїхала з села, залишивши Грицеві записку зі словами «зустрінемось у вогняному колі», й він має сам знайти її. Далі в романі описується попереднє життя Русалії, у тому числі розказується, як дід Дивило навчав її мови рослин. особливо навчаючи її знаходити контакт із більш ніж тисячолітнім дубом. Русалія вступає до медичного інституту, готується стати лікарем-психіатром, одночасно також вивчає східну, особливо індійську міфологію, а також різні гіпотези про минулу та майбутню еволюцію рослинного і тваринного світу на Землі. Також Русалія відвідує своїх батьків, які живуть в Індії. По дорозі назад Русалія знайомиться з папуаським вченим Боголо, який летить до Києва працювати разом із Борисом Гуком над розробкою математики цілості та Резонансу Еволюції. Боголо розповідає Русалії, що він належить до роду, в якому є традиції ходіння по вогню, а помітивши її зацікавлення цим фактом, запрошує до себе Русалію додому. Русалія, зацікавившись вивченням ритуалу вогнеходіння, поширеному в племені Боголо, а також зацікавившись вивченням хвороби Куру, поширеної серед папуасів, вирішує прийняти запрошення. Після відвідин Індії дівчина також по запрошенню своєї подруги їде на Волинь, де знайомиться із місцевим народним цілителем дідом Радьком. На Волині діді рекомендує Русалії сходити в ліс на свято Купала, і серед різних див у лісі вона також знайомиться з Григорієм, який також переконує дівчину до уподібнення рослині, до перетворення на Фітогомо (людину-рослину).
Тим часом Гриць, прочитавши записки-роздуми Русалії, здогадується, що вона хоче їхати до Папуа—Нової Гвінеї. він просить брата посприяти тому, щоб Боголо прислав йому запрошення відвідати свою батьківщину. Через брата та головного редактора «Хрону» Гриць дістає запрошення до Папуа—Нової Гвінеї.
На космічній орбіті Юрій Гук, а також на Землі його брати Іван, запрошений до центру керування космічними польотами, та Борис, а також низка експертів з різних країн, шукають шляхів вирішення проблеми ймовірного сповзання Сонячної системи в чорну діру. Найкращим способом реагування на проблему одностайно вирішено моделювання всіх можливих способів запобігання сповзанню Сонячної системи в чорну діру на Резонансі Еволюції.
Одночасно Гриць, отримавши запрошення відвідати Нову Гвінею як спеціальний кореспондент «Хрону», вилітає літаком із Москви до Порт-Морсбі з пересадками. Проте по дорозі літак, на якому летів Гриць, потрапляє в авіакатастрофу над Індонезією. Він рятується, проте потрапляє в полон до новітніх піратів. Їх керівник — особа, що має найсучаснішу освіту, і стверджує, що він розробив пристрій, який може зупинити ядерну війну. а також за його допомогою можна покинути Землю, та перейти в паралельний світ для можливого там урятування людства. Гриць сподобався ватажкові піратів, і він робить йому разом із своїм учителем-ґуру своєрідну екскурсію по своїй резиденції. Проте ватажок піратів став жертвою зради своїх наближених осіб, після чого Грицеві вдалось утекти з цього місця. Грицеві вдається прибути на Нову Гвінею, де він зустрічається з Боголо, та вирушає на пошуки Русалії, яка тим часом ще раніше прибула на острів, та досягла успіхів у лікуванні хвороби Куру.
У Києві тим часом Борис Гук запускає Резонанс Еволюції. Творцям новітнього комп'ютера вдається увійти в контакт з цивілізацією кінця ХХІ століття, якраз момент, коли їх один із найвідоміших учених Радан внаслідок експерименту увійшов у свідомість Джордано Бруно перед його спаленням на вогнищі, проте навіть із допомогою кращих учених свого часу тривалий час не може відновити власну свідомість. Проте за деякий час стан Радана покращується, і люди майбутнього з радістю говорять своїм предкам, що вони зможуть вирішити всі свої сьогоденні проблеми, й за майбутні 100 років вони пройдуть шлях до нових небувалих звершень цивілізації.
Тим часом під Києвом браконьєри в заповіднику «Надія» підпалюють заповідник та пострілом смертельно ранять старого Василя Гука. Його дружина Ярина, побачивши чоловіка смертельно пораненим, втрачає свідомість після серцевого нападу. Сава з Христиною розпочинають гасіння пожежі, проте самі не можуть справитись із нею. Пожежу побачив із космосу Юрій Гук, який викликав для гасіння пожежі протипожежну авіацію. А тим часом на Новій Гвінеї Гриць і Русалія знову зустрічаються, й цього разу разом входять у вогняне коло, щоб поєднати свої долі навіки.

## Переклади
Частина роману, яка виходила окремим виданням під назвою «Апостол Безсмертя», перекладена англійською мовою під назвою «Apostle of immortality», яка увійшла до однойменної збірки письменника, виданої у 1984 році у видавництві «Bayda books», яке займалось перекладами творів українських письменників англійською мовою.

## Вплив роману на особисте життя письменника
Син Олеся Бердника Радан названий по імені одного із героїв роману Бердника «Вогнесміх», вченого-психолога і психоаналітика з майбутнього, натомість дочка Олеся Бердника Громовиця названа по імені однієї із героїнь іншого роману «Зоряний корсар».